# Allan Forrest
Allan Forrest (1 de septiembre de 1885 – 25 de julio de 1941) fue un actor cinematográfico estadounidense, activo en la época del cine mudo.

## Biografía
Su nombre completo era Allan Forrest Fisher, y nació en el barrio de Brooklyn, en Nueva York. Actuó en 119 filmes, casi todos ellos mudos, estrenados entre 1913 y 1932. Una de sus producciones más destacadas fue The Torch Bearer, en la cual trabajó con Charlotte Burton. 
Estuvo casado con las actrices Ann Little y Lottie Pickford, de las cuales se divorció.
Él falleció en Detroit, Míchigan, en 1941.

## Selección de su filmografía
- Social Briars (1918)
- Over the Garden Wall (1919)
- The Invisible Fear (1921)
- The Hole in the Wall (1921)
- The Heart Specialist (1922)
- The Siren of Seville (1924)
- The Dressmaker from Paris (1925)
- Summer Bachelors (1926)
- The Desert Bride (1928)
- The Phantom Express (1932)